# Владивостокская ТЭЦ-2
Владивостокская ТЭЦ-2 — тепловая электростанция в городе Владивосток, Приморский край. Входит в состав ПАО «РусГидро». Крупнейшая электростанция Владивостока, играет важную роль в обеспечении электро- и теплоснабжения города.

## Конструкция станции
Владивостокская ТЭЦ-2 представляет собой тепловую паротурбинную электростанцию с комбинированной выработкой электроэнергии и тепла. Установленная мощность электростанции — 537 МВт, тепловая мощность — 1063 Гкал/час. Тепловая схема станции выполнена с поперечными связями по основным потокам пара и воды. В качестве топлива используется природный газ сахалинских месторождений. Основное оборудование станции включает в себя:.
- Турбоагрегат № 1 мощностью 120 МВт, в составе турбины Т-120/130-12,8-NG с генератором ТФ-130-2УХ4, введен в 2024 году;
- Турбоагрегат № 2 мощностью 98 МВт, в составе турбины Т-98-115 с генератором ТВФ-120-2, выведён из эксплуатации в 2024 году;
- Турбоагрегат № 3 мощностью 105 МВт, в составе турбины Т-105-115 с генератором ТВФ-120-2, введён в 1972 году;
- Турбоагрегат № 4 мощностью 109 МВт, в составе турбины Т-109-115 с генератором ТВФ-120-2УЗ, введён в 1975 году;
- Турбоагрегат № 5 мощностью 50 МВт, в составе турбины ПР-50(60)-115/13/1,2 с генератором ТВФ-120-2УЗ, введён в 1978 году;
- Турбоагрегат № 6 мощностью 55 МВт, в составе турбины ПТ-55-115/13 с генератором ТВФ-120-2УЗ, введён в 1984 году.

Пар для турбин вырабатывают один котлоагрегат E-540-13/8 ГМ и 12 котлоагрегатов БКЗ-210-140, температура перегретого пара 545°С. Система технического водоснабжения — прямоточная, с использованием морской воды, поступающей с береговой насосной станции в Уссурийском заливе (бухта тихая) по трём железобетонным водоводам и металаллическим тоннелям (левый, правый и третий водоводы). Морская вода используется для охлаждения конденсаторов турбоагрегатов и промконтуров турбинного оборудования. Использованная морская вода выводится в речку Объяснения и из неё — в Золотой Рог. После запуска ТЭЦ-2 Золотой Рог перестал замерзать зимой.
Выдача электроэнергии в энергосистему производится с открытого распределительного устройства (ОРУ) 220 кВ и закрытого распределительного устройства (ЗРУ) напряжением 110 кВ по следующим линиям электропередачи:
- ВЛ-220 кВ Владивостокская ТЭЦ-2 — Артёмовская ТЭЦ;
- КВЛ-220 кВ Владивостокская ТЭЦ-2 — ПС Зелёный угол;
- ВЛ-110 кВ Владивостокская ТЭЦ-2 — ПС Голдобин с отпайками на ПС Загородная и ПС Улисс;
- ВЛ-110 кВ Владивостокская ТЭЦ-2 — ПС Патрокл;
- ВЛ-110 кВ Владивостокская ТЭЦ-2 — ПС А, 2 цепи;
- КВЛ-110 кВ Владивостокская ТЭЦ-2 — ПС Орлиная с отпайкой на ПС Голубинка;
- КВЛ-110 кВ Владивостокская ТЭЦ-2 — ПС Залив с отпайкой на ПС Голубинка.

Сооружения и оборудование Владивостокской ТЭЦ-2
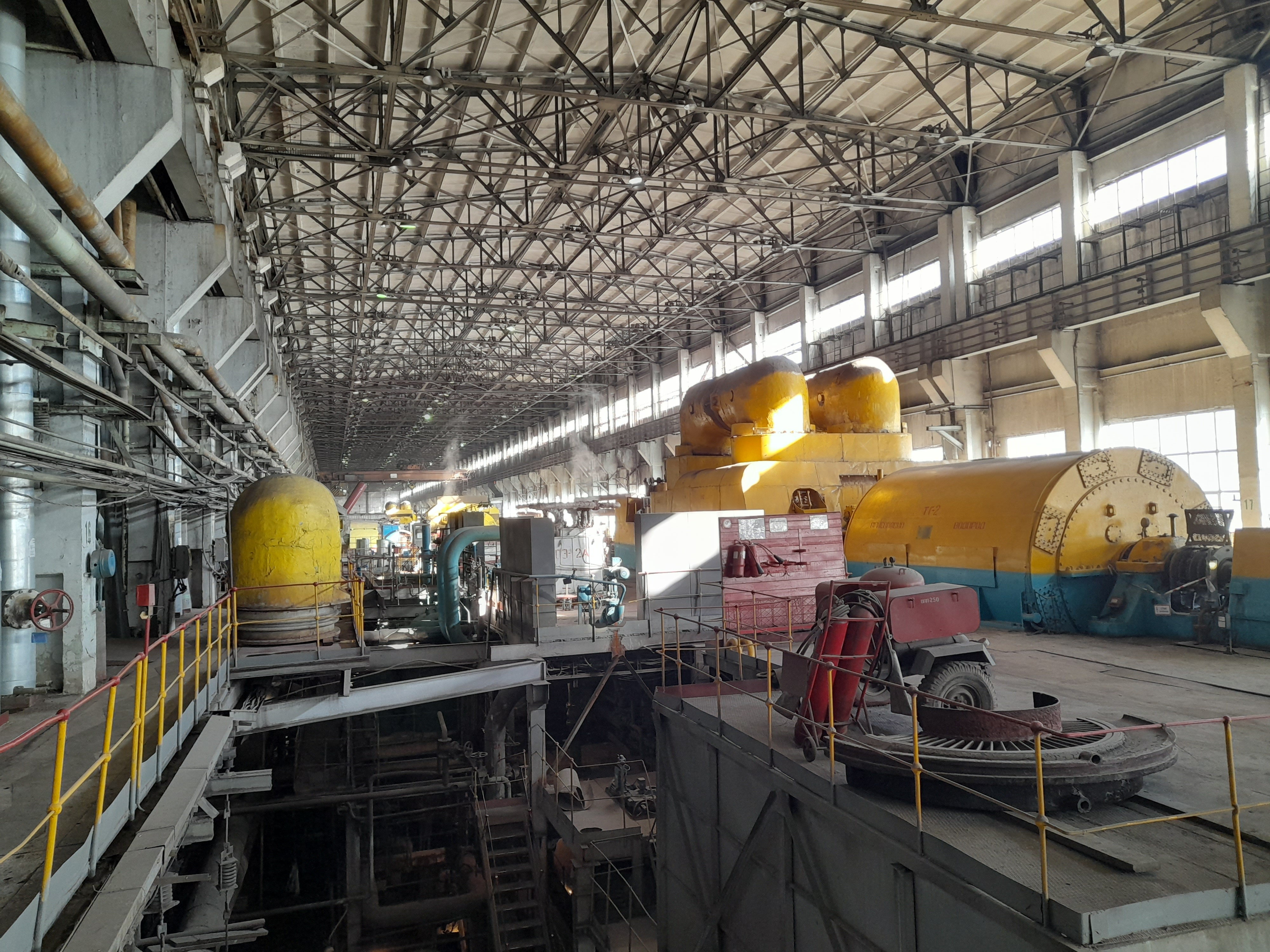
Турбинный зал
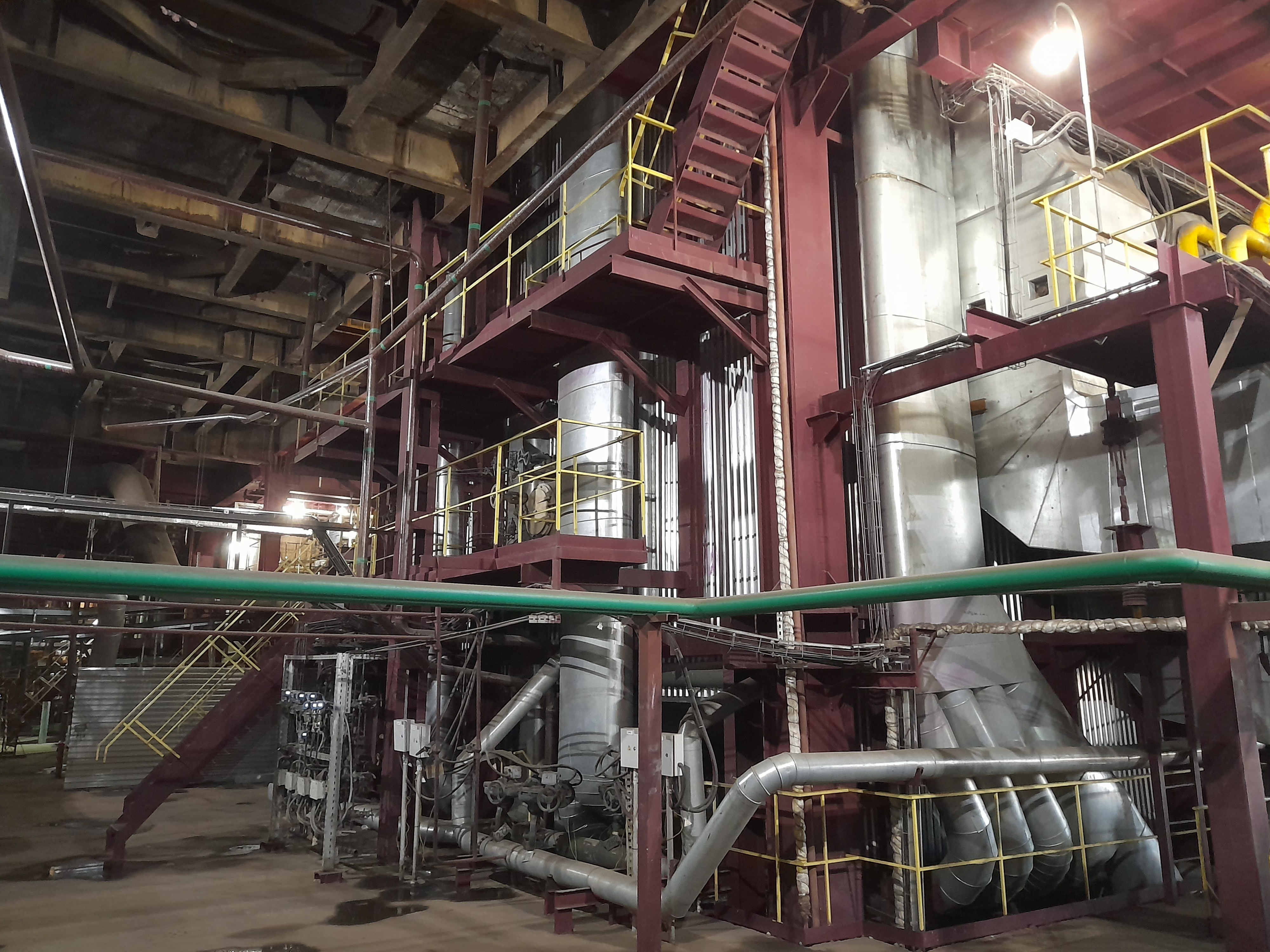
Котлоагрегат
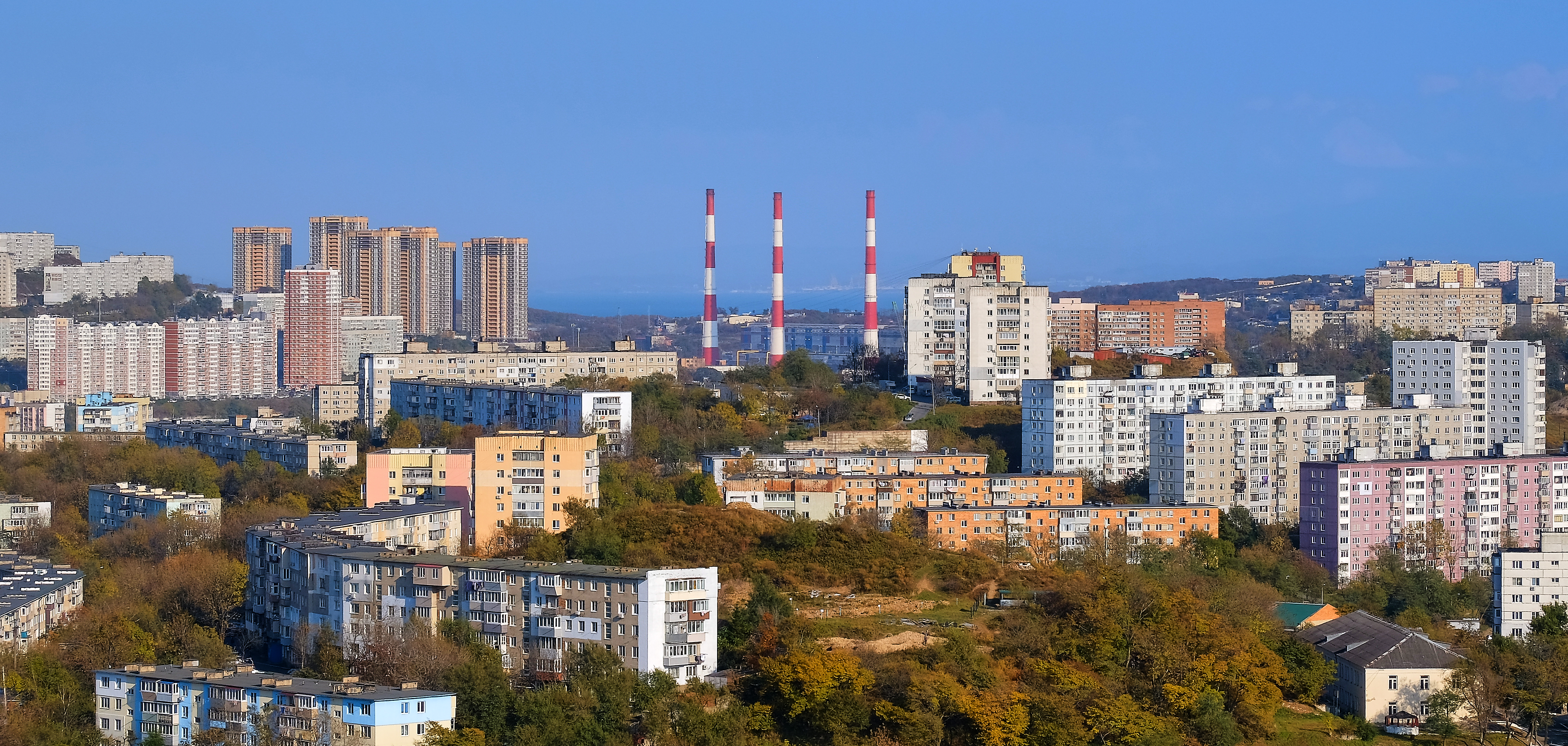
Вид с сопки Бурачка
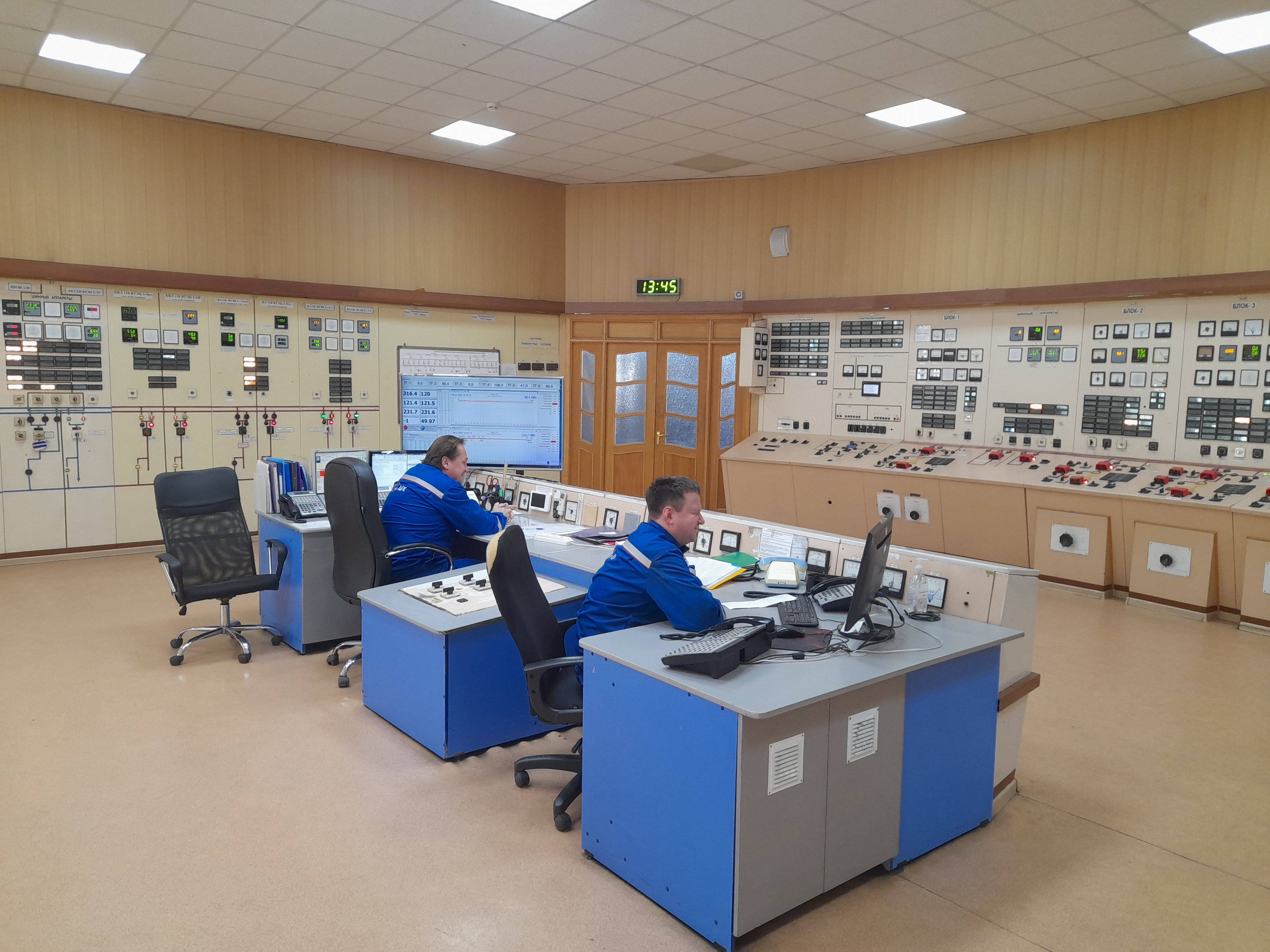
Центральный пульт управления

## История строительства и эксплуатации
Решение о строительстве новой ТЭЦ во Владивостоке было принято еще в 1954 году, но к возведению станции приступили только в мае 1965 года. Пуск станции (в составе одной турбины мощностью 100 МВт и двух котлов) состоялся 22 апреля 1970 года. В 1984 году строительство Владивостокской ТЭЦ-2 было завершено. В 1993 году объединение «Дальэнерго» было акционировано, с 1 января 2007 года в результате реформы электроэнергетики станция вошла в состав ОАО «Дальневосточная генерирующая компания».
C июля 2010 года происходит поэтапный перевод электростанции на природный газ, что позволило радикально сократить выброс в атмосферу загрязняющих веществ, а также решить проблему исчерпания ёмкости обоих золоотвалов. В 2011 году на газ были переведены шесть котлоагрегатов, в 2012 и 2013 годах — ещё четыре котлоагрегата. В 2021—2022 годах были переведены на газ и реконструированы с заменой большинства элементов котлоагрегаты № 12, 13 и 14, что позволило полностью прекратить сжигание угля. В 2017 году введен в эксплуатацию третий тоннель системы технического водоснабжения, что позволило улучшить условия проведения ежегодных ремонтов. 

### Модернизация
В 2015 году прорабатывался проект строительства на Владивостокской ТЭЦ-2 двух парогазовых установок общей электрической мощностью около 400 МВт и тепловой мощностью около 290 Гкал/ч. В 2022 году была начата модернизации станции с заменой трёх турбоагрегатов (станционные номера 1, 2 и 3) и заменой шести существующих котлоагрегатов на три более мощных, после чего установленная мощность станции увеличится до 574 МВт, тепловая мощность — до 1115 Гкал/ч, все работы планируется завершить в 2028 году. В 2022 году станция была полностью переведена на сжигание природного газа. В 2023 году после замены турбоагрегата № 1 мощность станции возросла на 40 МВт.

Модернизация Владивостокской ТЭЦ-2
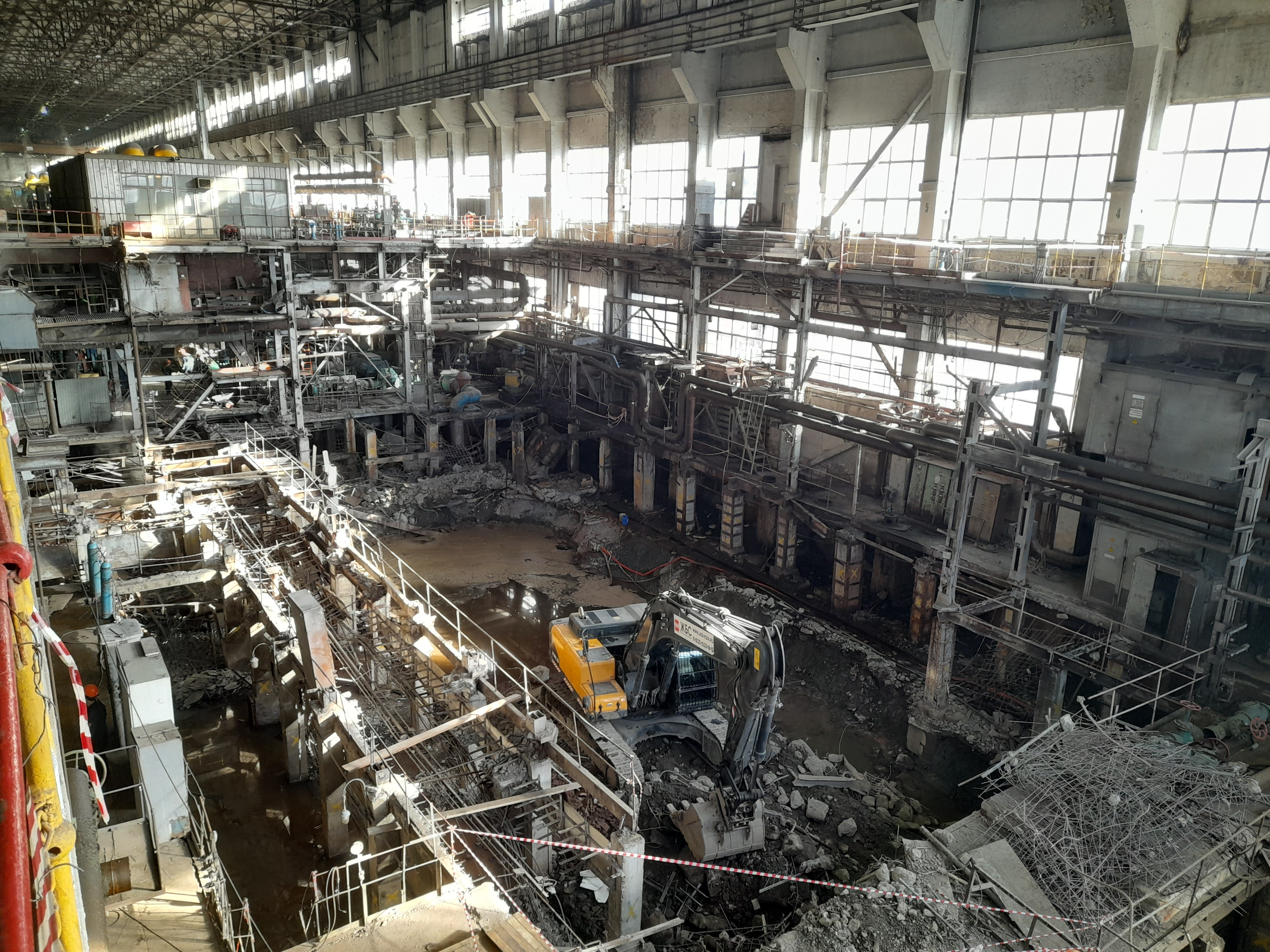
Демонтаж турбоагрегата № 1
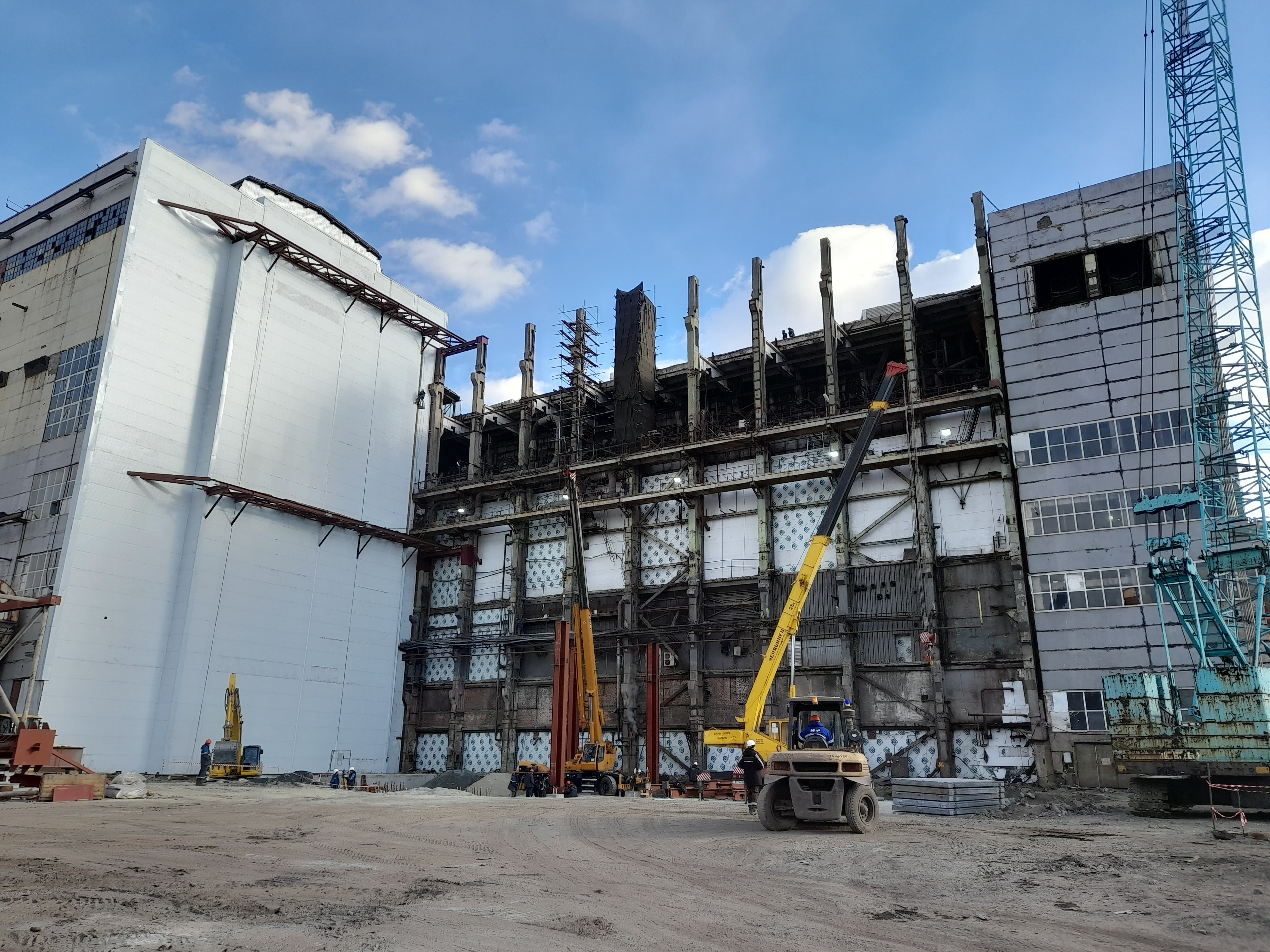
Монтаж котлоагрегата № 1